# José Miralles y Sbert

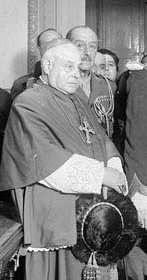
José Miralles y Sbert (1929)

José Miralles y Sbert (* 14. September 1860 in Palma de Mallorca; † 23. Dezember 1947 ebenda) war Bischof von Mallorca.

## Leben
José Miralles y Sbert empfing am 7. Juni 1884 die Priesterweihe.
Papst Pius X. ernannte ihn am 28. Mai 1914 zum Bischof von Lleida. Am 15.  November 1914 weihte Francesco Ragonesi, Apostolischer Nuntius von Spanien, ihn zum Bischof. Mitkonsekratoren waren Jaime Cardona y Tur, Militärbischof von Spanien, und Pedro Juan Campins y Barceló, Bischof von Mallorca y Ibiza. Papst Pius XI. ernannte ihn am 3. Juli 1925 zum Koadjutor-Bischof von Barcelona und Titularbischof von Corycus. Am 14. April folgte er dann als Bischof von Barcelona nach.
Papst Pius XI. ernannte ihn am 13. März 1930 zum Bischof von Mallorca und Titularerzbischof von Beroë.